# مفتت القحف
مُفَتِّت القحف أو مِشْدَاخ القحف أو مِشْدَاخ الجمجمة أو مُكَسِّرة القحف (بالإنجليزية: Cranioclast)‏ هي أداة جراحية تُشبهُ الملقط القَوي. كانت تُستعمل مرةً واحدة لسحق ثُم استخراج جمجمة الجنين لتسهيل الولادة في حالات انسداد المخاض.

## الصور

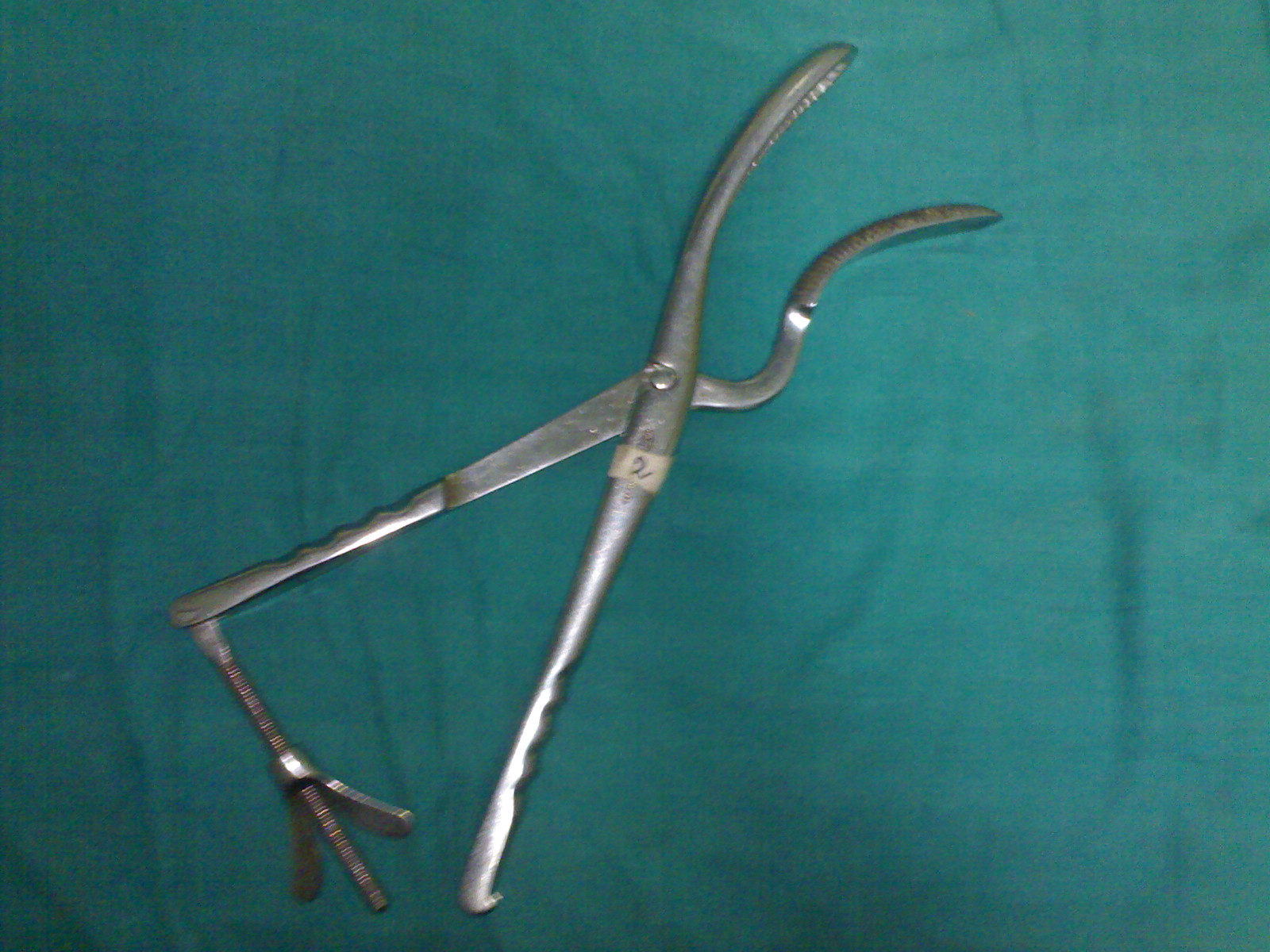
مفتوحة
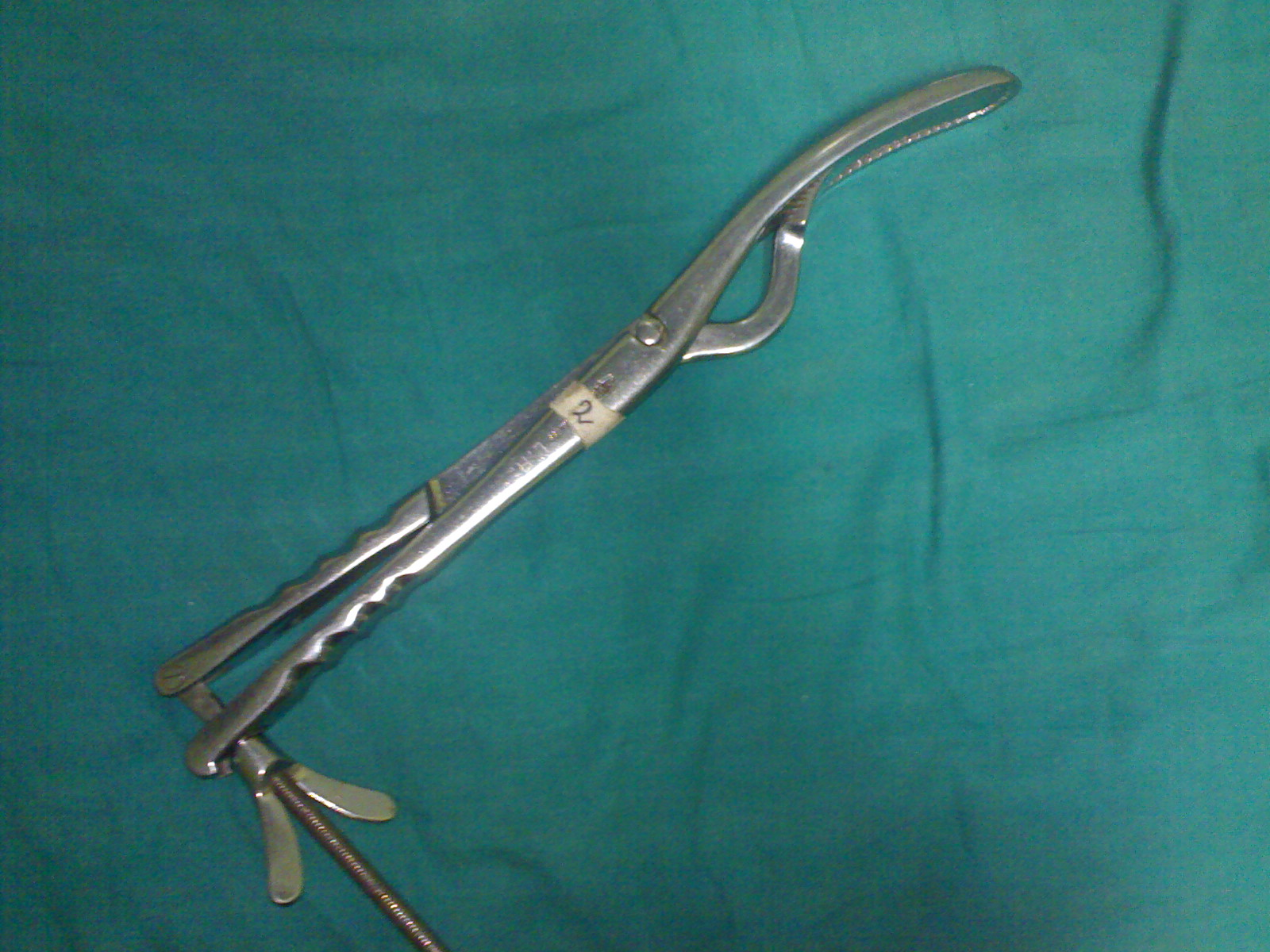
مُغلقة